# هناس
هِناس فیلمی ایرانی به کارگردانی حسین دارابی، نویسندگی احسان ثقفی و مهدیه عین‌اللهی و تهیه‌کنندگی محمدرضا شفاه است که در سال ۱۴۰۱ به نمایش درآمد. هِناس اولین بار در ۱۶ بهمن ۱۴۰۰ در چهلمین دوره جشنواره فیلم فجر نمایش داده شد.

## داستان
فیلم هِناس در ژانر بیوگرافی ساخته شده و روایت تلاش‌های عاشقانه زنی است برای بیرون کشیدن زندگی‌اش از تشویش و تلاطم. داستان این فیلم حول محور داریوش رضایی‌نژاد دانشمند هسته‌ای ایران است که توسط اسرائیل ترور شد. 

## بازیگران
- مریلا زارعی در نقش شهره پیرانی
- بهروز شعیبی در نقش داریوش رضایی‌نژاد
- وحید رهبانی
- سیاوش طهمورث
- سولماز غنی
- امین میری
- کوثر حیدری
- علیرضا نایینی[۴]